# アンジェリークSpecial2
『アンジェリークSpecial2』（アンジェリークスペシャル2）は、NECホームエレクトロニクスから1996年12月6日に発売された女性向け恋愛シミュレーションゲーム。

## 概要
主人公を第1作のアンジェリーク・リモージュからアンジェリーク・コレットに変更したアンジェリークシリーズ2作目。
ゲームモードはイージー・ハードの2つから、主人公の性格は温和・元気・勝気の3つから選べる。
この作品以降のアンジェリーク・コレットの性格は温和ベースだが元気・勝気の面もある。
シリーズ全体を通してアンジェリークという名前のキャラクターは3名存在する。
そのため本作の主人公は区別のためコレット（苗字から）または栗アン、茶アン、茶髪アンジェ（髪の色が栗色であるため）などと呼ばれることがある。

## 歴史
アンジェリークSpecial2
1996年12月6日発売。PC-FX用ソフト。NECホームエレクトロニクスより発売。
アンジェリークSpecial2
1997年4月4日発売。セガサターン、Windows用ソフト。光栄（現コーエー）より発売。
アンジェリークSpecial2
1997年4月11日発売。プレイステーション用ソフト。光栄（現コーエー）より発売。

## ストーリー
スモルニィ女学院に通うごく普通の女子高生アンジェリークはある日不思議な光球と遭遇する。
光球の中から現れたのはリス、あるいはうさぎの様な不思議な生き物。
それと同時に次元回廊でつながった向こうの死滅した宇宙に謎の球体が現れる。
新たな宇宙の芽吹きを感じた女王は宇宙を統べる女王の候補としてアンジェリークとレイチェルの2人の少女を召しだし、新たな女王試験の始まりを告げた。
今度の試験課題は次元回廊の向こうにある謎の球体を育てること。
守護聖(しゅごせい)様の力を借り、教官の指導を受け、協力者のサポートに支えられて行われる女王試験の行き着く先は果たして恋か女王か？！

## 登場人物
詳細についてはアンジェリークシリーズの登場人物を参照のこと。

### 女王候補
- アンジェリーク・コレット （声:浅田葉子）※ドラマCDのみ
- レイチェル・ハート （声:長沢美樹）

### 守護聖
女王に仕え、宇宙を構成する9つの力「サクリア」を司る存在。
- 光の守護聖ジュリアス （声：速水奨）
- 闇の守護聖クラヴィス （声：塩沢兼人）
- 風の守護聖ランディ （声：林延年）
- 水の守護聖リュミエール （声：飛田展男）
- 炎の守護聖オスカー （声：堀内賢雄）
- 緑の守護聖マルセル （声：結城比呂）
- 鋼の守護聖ゼフェル （声：岩田光央）
- 夢の守護聖オリヴィエ （声：子安武人）
- 地の守護聖ルヴァ （声：関俊彦）

注）闇の守護聖クラヴィスについては3名の声優が演じているが特記のない限り、本記事では塩沢兼人とする。詳細については「アンジェリークシリーズの登場人物」の声優についての項を参照のこと。

### 教官
- 精神の教官ヴィクトール （声:立木文彦）
- 感性の教官セイラン （声:岩永哲哉）
- 品位の教官ティムカ （声:私市淳）

### 協力者
- 王立研究員エルンスト  （声:森川智之）
- 占い師メル （声:冬馬由美）
- 謎の商人 （声:真殿光昭）

### その他の人々
- 第256代女王アンジェリーク （声:白鳥由里）
- 女王補佐官ロザリア （声:三石琴乃）

## スタッフ
- 総括：ルビー・パーティ（コーエー）
- キャラクターデザイン：由羅カイリ
- 音楽：葛生千夏
- アニメーション制作：メディアビジョン
  - 演出：細田雅弘
- アニメーション作画：ゆめ太カンパニー
  - 作画監督：川島恵子、林明美

## 関連アイテム

### CD

#### ドラマ
- アンジェリークSpecial2 まだ見ぬ君への神話
- アンジェリークSpecial2 夢みる二つの太陽
- アンジェリークSpecial2 君がそこにいる幸福

#### ヴォーカル、音楽集
- アンジェリークSpecial2 A LA MODE
- アンジェリーク KISS KISS KISS
- アンジェリーク White Dream
- アンジェリーク 永遠のヴァカンス Vol.1
- アンジェリーク 永遠のヴァカンス Vol.2
- アンジェリーク LOVE COLLECTION
- アンジェリーク LOVE COLLECTION2
- 音楽集 Romancia

#### シングル
- 守護聖コレクション1 ジュリアス(黄金のアルカディア/光のラプソディ)
- 守護聖コレクション2 マルセル(星と月のブーケ/森へ行こうよ)
- 守護聖コレクション3 ランディ(EVER GREEN～さめない恋がここにある～/しあわせになろう)
- 守護聖コレクション4 クラヴィス(心の氷河を越えて/愛の眠る場所)
- 守護聖コレクション5 ゼフェル(Goin' My Speedway/DADADA DAYNAMIC DIAMOND)
- 守護聖コレクション6 リュミエール(月光浴/奇跡の泉)
- 守護聖コレクション7 オスカー(愛としか呼べない/燃えあがらずにいられない)
- 守護聖コレクション8 オリヴィエ(ジェラシーで眠れない/夢はChanceを連れてくる)
- 守護聖コレクション9 ルヴァ(ジャスミンの丘/永遠への道)
- 協力者コレクション1 ヴィクトール(約束/Mountain Road)
- 協力者コレクション2 セイラン(君の愛が聴こえる/印象派)
- 協力者コレクション3 ティムカ(一生に一度のお願い/イルカの遊ぶ星～little propose～)
- 協力者コレクション4 チャーリー(俺はツイてる！/フラれてええやん)
- 協力者コレクション5 メル(眺めのいい場所/未来からの伝言)
- 協力者コレクション6 エルンスト(異次元飛行～α to ω～/QUESTION)
- オスカー(All night? All right!～夜を始めよう～/君はひとりじゃない)